# Michał Figurski
Michał Figurski (ur. 16 maja 1973 w Moskwie) – polski prezenter i producent radiowo-telewizyjny, dziennikarz muzyczny i konferansjer.

## Rodzina i edukacja
Jest synem Eugenii i Zbigniewa (zm. 1998) Figurskich . Ojciec był polskim dyplomatą, ostatnim dyrektorem generalnym FOZZ, a matka jest Rosjanką i pracowała w banku. Urodził się w Moskwie, dokąd był delegowany jego ojciec. Ma starszą siostrę Olgę. Od 1985 przez cztery lata mieszkał w Bejrucie, gdzie uczył się w prywatnej szkole średniej International College of Beirut. Maturę polską uzyskał w 1993 w II Liceum Ogólnokształcącym im. Stefana Batorego w Warszawie.
W okresie licealnym założył punkowy zespół D.U.S.W. (Dzielnicowy Urząd Spraw Wewnętrznych), z którym wystąpił na kilku przeglądach zespołów niezależnych i który rozwiązał w grudniu 1989. Dorabiał, tłumacząc na język polski filmy (tłumaczenia produkcji pornograficznych opracowywał pod pseudonimem Kaligula Trzepski) oraz udzielając korepetycji z języka angielskiego i francuskiego. Pracował także jako tłumacz z języka francuskiego dla dystrybutora filmowego Filmnet i Canal+ oraz lektor języka angielskiego i tłumacz symultaniczny dla Ministerstwa Obrony Narodowej.
Przez trzy lata studiował romanistykę na Wydziale Neofilologii Uniwersytetu Warszawskiego. Następnie podjął studia na Wydziale Dziennikarstwa Wyższej Szkoły Dziennikarstwa im. Melchiora Wańkowicza w Warszawie. Studiów nie ukończył.

## Kariera zawodowa
W latach 1993–1995 prowadził audycję Chóśtafka w Rozgłośni Harcerskiej. Jako DJ prowadził imprezy w klubie „Stodoła” w Warszawie. Później pracował w Radiu Zet (1995) i Radiu Kolor (1995–1999), dla którego prowadził audycję Jazda Figurowa i którego po trzech latach pracy został dyrektorem programowym. W 1999 założył firmę eventowo-produkcyjną Frontman. W latach 1999–2003 pracował w radiu RMF FM jako reporter i prowadzący listy przebojów „Hop Bęc” i „POPLista”. Jako prezenter telewizyjny zadebiutował w TVP1, dla której prowadził programy muzyczne: Kolejka – lista przebojów, Gwiazdy kontra Gwiazdy i Przeboje Jedynki. Występował też jako gość w programie Polsatu POPLista.
We wrześniu 2003 rozpoczął pracę w warszawskim Radiu 94 na stanowisku dyrektora programowego stacji, w której współprowadził (z Anną Kochańską) poranne pasmo Wzwód poranny, a następnie – poranne pasmo Antylista (z Kubą Wojewódzkim). W 2005 współtworzył nowo powstałą rozgłośnię Antyradio oraz objął funkcję dyrektora programowego Antyradia Śląsk i Antyradia Kraków. W tym okresie wraz z Kubą Wojewódzkim wystąpił w reklamie telefonii komórkowej Tak Tak oraz został bohaterem komiksu pt. „Najczwartsza RP – Antylista Prezerwatora!” Przemysława Truścińskiego i Tobiasza Piątkowskiego. Stworzył, wyprodukował i wyreżyserował program Czułe dranie (2006) w TV4 oraz serię dokumentalną Nasze polskie wesele (2008) i polityczno-obyczajowy talk-show Hard Rock Weekend w Polsat Play.
W grudniu 2007 pojawiły się informacje, że wraz z Kubą Wojewódzkim przechodzą z Antyradia do Eski Rock, za co dziennikarze byli krytykowani w mediach. W latach 2008–2012 współprowadził z Wojewódzkim audycje: Poranny WF i Śniadanie Mistrzów. Wskutek kontrowersji, które wywołała ich audycja z maja 2012 rzekomo szkalująca Ukrainców, został zwolniony z pracy, a wskutek zerwania umów przez kontrahentów musiał zamknąć firmę producencką Frontman. W latach 2012–2014 był dyrektorem programowym telewizji rbl.tv, a także był dyrektorem kanałów 4Fun.tv i TV Disco. Prowadził talk-show Jazda figurowa w TV4. Był konsultantem muzycznym w wytwórni filmowej Alvernia. Od października 2014 do września 2015 współprowadził (z Kamilem Olszewskim) audycje Przepraszamy za usterki i Hejt park w Muzo.fm. W tym okresie współprowadził z Włodzimierzem Zientarskim program Szrot lista w Polsat Play. W latach 2014–2017 prowadził program WidziMiSię w Polsat News 2. W 2017 był nominowany do zdobycia statuetki Gwiazda Plejady dla osobowości roku podczas Wielkiej Gali Gwiazd Plejady.
Wskutek problemów zdrowotnych zawiesił karierę medialną, w 2018 powrócił do pracy w Antyradiu. Od 8 stycznia 2018 współprowadził z Karoliną Korwin Piotrowską poranny program Najgorsze państwo świata, a po jej odejściu z audycji 15 grudnia 2022 współprowadził program z Małgorzatą Wierzejewską, której nazwa zmieniła się 15 maja 2023 na Mistrz i Małgorzata w Antyradiu. Od 8 stycznia 2019 do 29 marca 2022 prowadził audycję NieZŁY pacjent (później przemianowaną na Zet jak zdrowie) w Radiu ZET, za którą w 2019 otrzymał nagrodę MediaTora (za „nowatorskie podejście do tematu edukacji zdrowotnej” i „skonfrontowanie doświadczeń znanych osób i gwiazd z opiniami ekspertów oraz promowanie wiedzy o zdrowiu w sposób lekki i z humorem”). Od października 2022 jest dyrektorem kreatywnym Radia ZET. W 2023 prowadził reality show Polsatu Temptation Island Polska, a nakładem wydawnictwa Wielka Litera ukazała się jego książka pt. „Najsłodszy. Autobiografia pisana kciukiem”.
Jest współzałożycielem fundacji „Najsłodsi”, której celem jest uświadamianie społeczeństwa o cukrzycy i wspieranie osób zmagających się z tą chorobą.

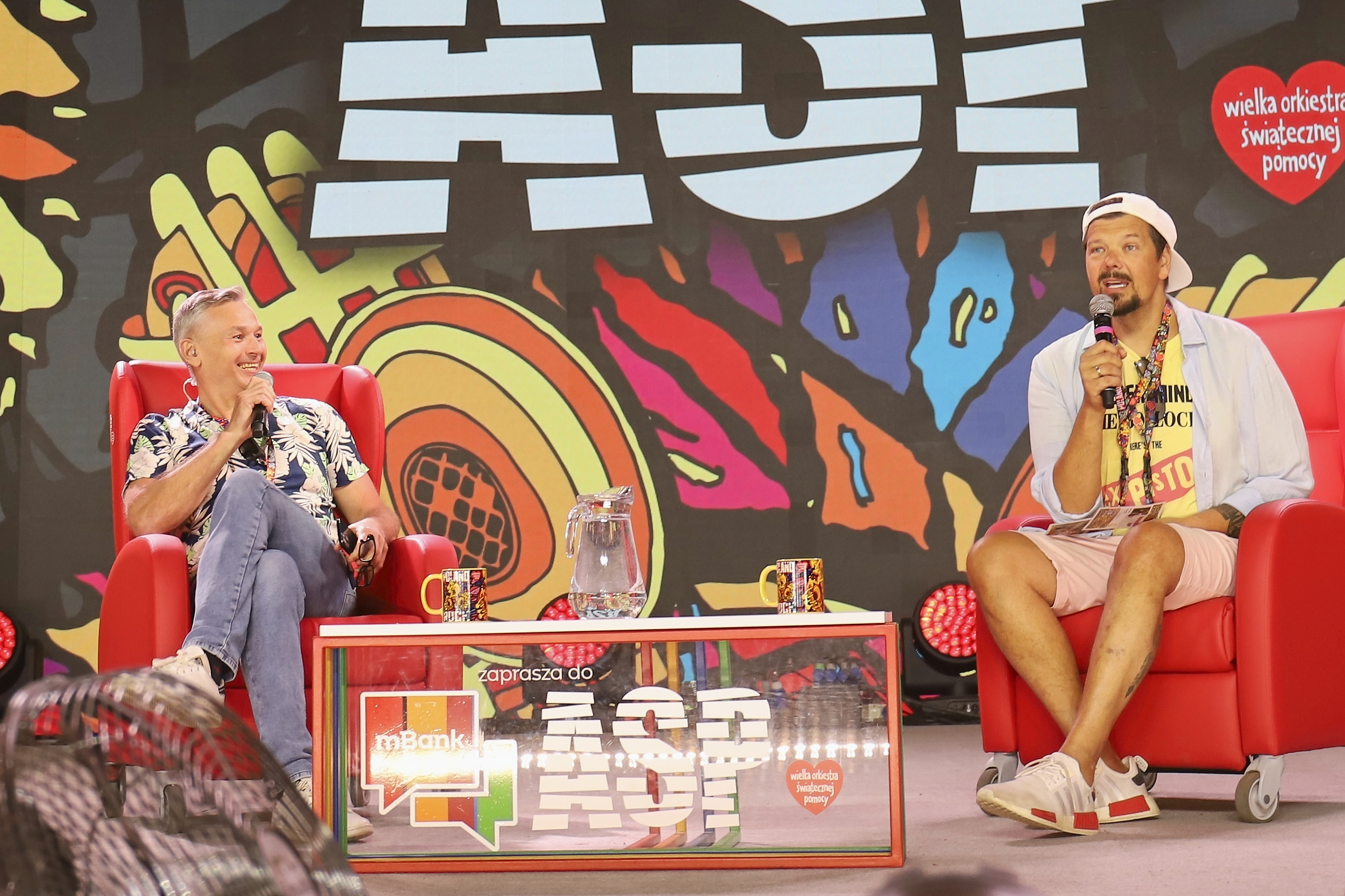
Michał Figurski i Łukasz Grass na Pol’and’Rock Festival

## Życie prywatne
Od 12 października 2002 do 12 lipca 2014 był żonaty z Odetą Moro-Figurską, z którą ma córkę Sonię (ur. 16 maja 2003). Jeszcze przed rozwodem związał się z Jagną Błażejewską, z którą rozstał się w 2016. 
We wrześniu 2015 doznał wylewu, który był wynikiem źle leczonej cukrzycy typu I. W 2016 przeszedł operację przeszczepienia nerki i trzustki.

## Kontrowersje
W kwietniu 2010 wraz z Kubą Wojewódzkim nagrał utwór „Po trupach do celu”, którym nawiązali do wypowiedzi Jarosława Kaczyńskiego po katastrofie smoleńskiej. Piosenka wywołała ogólnopolski skandal i była zaskarżana do Krajowej Rady Radiofonii i Telewizji.

 
7 czerwca 2011 Rada Etyki Mediów wydała oświadczenie, w którym uznała, że we współprowadzonej przez Figurskiego audycji Poranny WF doszło do „drastycznej demonstracji ksenofobii wobec ciemnoskórego obywatela” (chodziło o polskiego urzędnika Alvina Gajadhura). W opinii Rady Figurski wraz z Kubą Wojewódzkim znieważyli mężczyznę obraźliwymi, rasistowskimi sformułowaniami. Ich zachowanie zostało uznane za pogwałcenie zasady szacunku i tolerancji. W lipcu 2011 Prokuratura Rejonowa Warszawa Praga-Południe wszczęła śledztwo w sprawie znieważenia mężczyzny przez dziennikarzy. 13 października Krajowa Rada Radiofonii i Telewizji nałożyła na Eska Rock SA (pracodawcę Figurskiego) karę finansową w wysokości 50 tys. złotych. W decyzji stwierdzono, że 

wskazując konkretną osobę o ciemnym kolorze skóry, która dodatkowo pełni funkcję publiczną i opowiadając o niej żarty związane z kolorem skóry i pochodzeniem, które stawiają ją w złym świetle, prowadzący dopuścili się dyskryminacji ze względu na rasę. (...) Oceniając całość audycji prowadzonej przez J. Wojewódzkiego i M. Figurskiego, należy stwierdzić, że „żarty” miały charakter jednoznacznie rasistowski i sprowadzały się do utrwalania wśród odbiorców stereotypu Afrykanów.

 W jednej z kolejnych audycji, wyemitowanej 6 października 2011, prowadzący m.in. zarzucili temu samemu mężczyźnie rasizm i oskarżyli o szerzenie nienawiści. W związku z powyższym, decyzją z 30 marca 2012 KRRiT stwierdziła, że treść audycji narusza postanowienia ustawy i nałożyła na ESKA Rock SA kolejną karę w wysokości 50 tys. zł. Niezależnie od powyższego, Figurskiemu został przedstawiony przez Prokuraturę Okręgową Warszawa-Praga zarzut znieważenia, zagrożony karą trzech lat pozbawienia wolności.
W czerwcu 2012 ukraińskie Ministerstwo Spraw Zagranicznych wydało komunikat, w którym odniosło się do sformułowań użytych przez Figurskiego i Wojewódzkiego 12 czerwca 2012 w programie Poranny WF na antenie Eska Rock. MSZ zaprotestowało przeciw „niedopuszczalnym wypowiedziom, które obrażają cześć i godność Ukraińców”, zdaniem MSZ Wojewódzki wraz z Figurskim „pozwolili sobie na skrajnie poniżające wypowiedzi pod adresem Ukraińców, co jest nie do przyjęcia przez jakiegokolwiek cywilizowanego człowieka, oraz demokratyczne społeczeństwo, w którym nie powinno być miejsca dla publicznych obraz, bądź dyskryminacji na tle narodowościowym” oraz zażądało przeprosin. Rada Etyki Mediów uznała, że dziennikarze prowokowali słuchaczy drastyczną demonstracją ksenofobii, co oceniła jako „nie tylko rażące chamstwo, ale i typową mowę nienawiści”. Śledztwo w sprawie znieważenia Ukrainek wszczęła Prokuratura Rejonowa Warszawa-Praga-Południe. W uzasadnieniu zwrócono uwagę, że tego radia w dużej części słuchają osoby młode, znajdujące się na początku drogi życiowej, ponad połowę słuchaczy stanowią osoby niesamodzielne i mieszkające z rodzicami; wśród takich osób szczególnie niebezpieczne jest propagowanie postaw i zachowań dyskryminacyjnych, a także lekceważących ciężką pracę jako źródło sukcesu życiowego. Wymierzając karę, organ zwrócił uwagę m.in. na uprzednio prowadzone postępowania oraz fakt ponownego naruszenia ustawy.
25 czerwca 2012 władze Radia Eska Rock zwolniły Kubę Wojewódzkiego i Michała Figurskiego za nieprzyzwoite wypowiedzi pod adresem Ukrainek. Decyzją zarządu radia program zniknął z ramówki. W związku z tą sprawą 19 grudnia 2012 Stowarzyszenie Dziennikarzy Polskich przyznało Figurskiemu i Wojewódzkiemu tytuł Hieny Roku.

## Publikacje
- 2001: stale recenzje muzyczne w tygodniku Newsweek
- 2003: wywiady w magazynie Razem
- 2003–2009: stale recenzje muzyczne w magazynie Cosmopolitan
- 2005: bohater komiksu wraz z Kubą Wojewódzkim Antylista Prezerwatora autorstwa Przemysława Truścińskiego. Wydawnictwo G+J
- 2023: Najsłodszy. Autobiografia pisana kciukiem, Wydawnictwo Wielka Litera, ISBN 978-83-8032-996-6

## Nagrody
- 2005: Byk Sukcesu magazynu Sukces w kategorii Media
- 2006: Super Świr – nagroda studentów Górnośląskiej Wyższej Szkoły Handlowej

## Filmografia
- 2004: Rh+ jako Paweł
- 2006: Chasing the Acids jako on sam (dziennikarz muzyczny)[65]
- 2010: Jak się pozbyć cellulitu jako taksówkarz